# Koczek
Koczek [ˈkɔt͡ʂɛk] (deutsch Waldersee, bis 1905 Kotzek) ist ein Dorf in der polnischen Woiwodschaft Ermland-Masuren. Es gehört zur Gmina Świętajno (Landgemeinde Schwentainen, 1938 bis 1945 Altkirchen) im Powiat Szczycieński (Kreis Ortelsburg).

## Geschichte
Koczek liegt zwischen dem Jezioro Kierwik (deutsch Kurwicksee) und dem Jezioro Zdróżno (Drusener See) im Süden der Woiwodschaft Ermland-Masuren. Die frühere Kreisstadt Johannisburg (polnisch Pisz) liegt 29 Kilometer in nordöstlicher Richtung, die heutige Kreismetropole Szczytno (deutsch Ortelsburg) ist 26 Kilometer in südwestlicher Richtung entfernt.

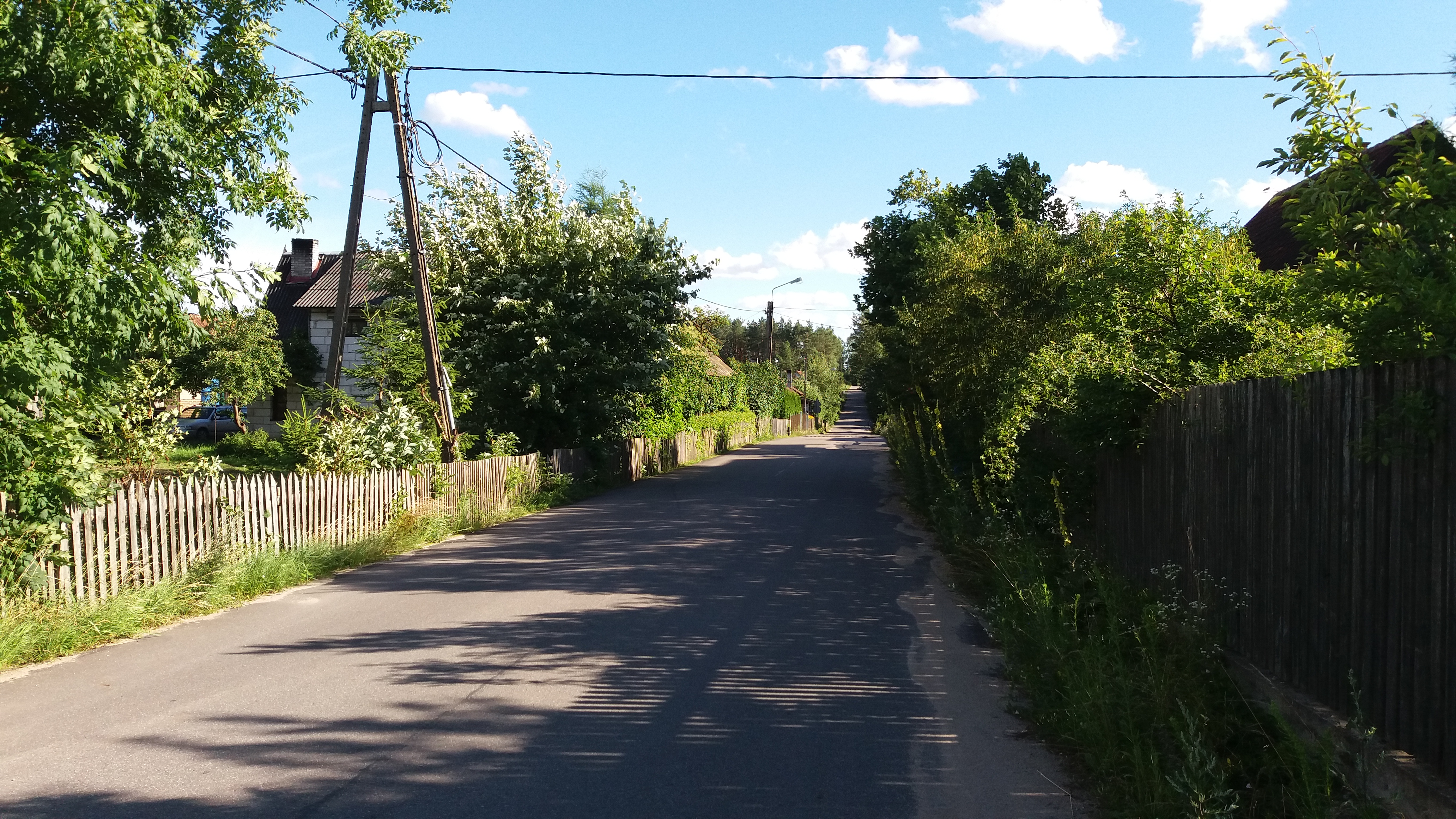
Dorfstraße in Koczek (2017)

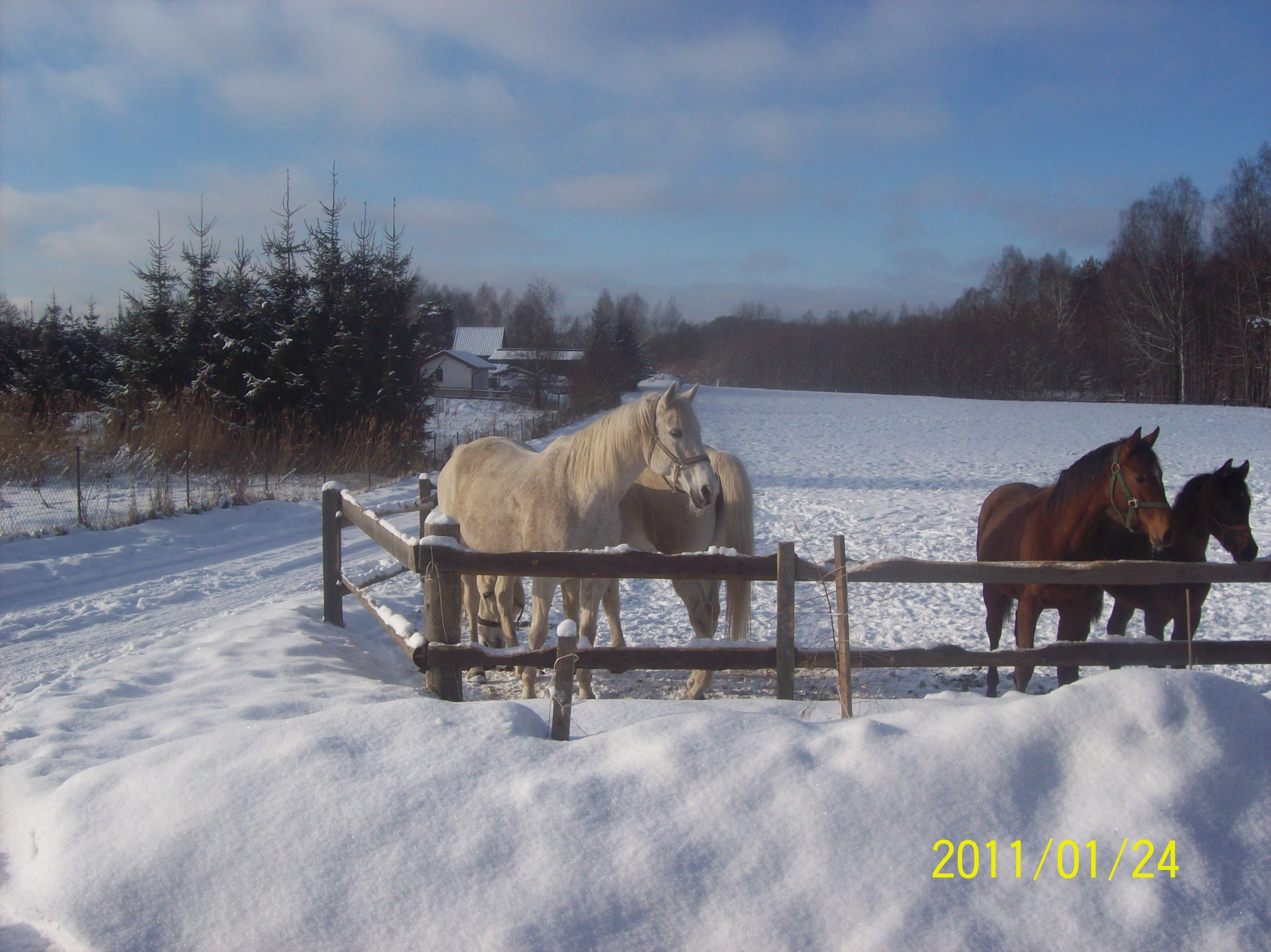
Koczek im Winter 2011

Als Schatullsiedlung mit fünf Hufen wurde das um 1785 Kotzieck, um 1820 Koczeken, nach 1871 Koczek und bis 1905 Kotzek genannte Dorf gegründet. Später wurde der Ort Sitz einer Försterei. Von 1874 bis 1945 war das Dorf in den Amtsbezirk Kurwien (polnisch Karwica) eingegliedert, der zum Kreis Johannisburg im Regierungsbezirk Gumbinnen (ab 1905 Regierungsbezirk Allenstein) in der preußischen Provinz Ostpreußen gehörte. Am 21. April 1905 wurde Kotzek in „Waldersee“ umbenannt. 1910 waren dort 188 Einwohner registriert. Ihre Zahl belief sich 1925 auf 182, 1933 auf 175 und 1939 auf 182.
Aufgrund der Bestimmungen des Versailler Vertrags stimmte die Bevölkerung im Abstimmungsgebiet Allenstein, zu dem Waldersee gehörte, am 11. Juli 1920 über die weitere staatliche Zugehörigkeit zu Ostpreußen (und damit zu Deutschland) oder den Anschluss an Polen ab. In Waldersee stimmten 100 Einwohner für den Verbleib bei Ostpreußen, auf Polen entfielen keine Stimmen.
Als 1945 in Kriegsfolge das gesamte südliche Ostpreußen an Polen abgetreten wurde, war auch Waldersee davon betroffen. Es erhielt die polnische Namensform „Koczek“ und ist heute – vom Kreis Johannisburg in den Powiat Szczycieński „gewechselt“ – eine Ortschaft im Verbund der Landgemeinde Świętajno (Schwentainen, 1938 bis 1945 Altkirchen), bis 1998 der Woiwodschaft Olsztyn, seither der Woiwodschaft Ermland-Masuren zugehörig. Im Jahre 2011 zählte Koczek 98 Einwohner.
Kirchlich gehört Koczek heute zur evangelischen Gemeinde in Szczytno (Ortelsburg) in der Diözese Masuren der Evangelisch-Augsburgischen Kirche in Polen wie auch zur katholischen Pfarrgemeinde in Spychowo (Puppen) im Erzbistum Ermland der polnischen katholischen Kirche. Bis 1945 war Waldersee in die evangelische Kirche Puppen (Spychowo) in der Kirchenprovinz Ostpreußen der Kirche der Altpreußischen Union sowie in die katholische Pfarrei Ortelsburg im damaligen Bistum Ermland eingepfarrt.

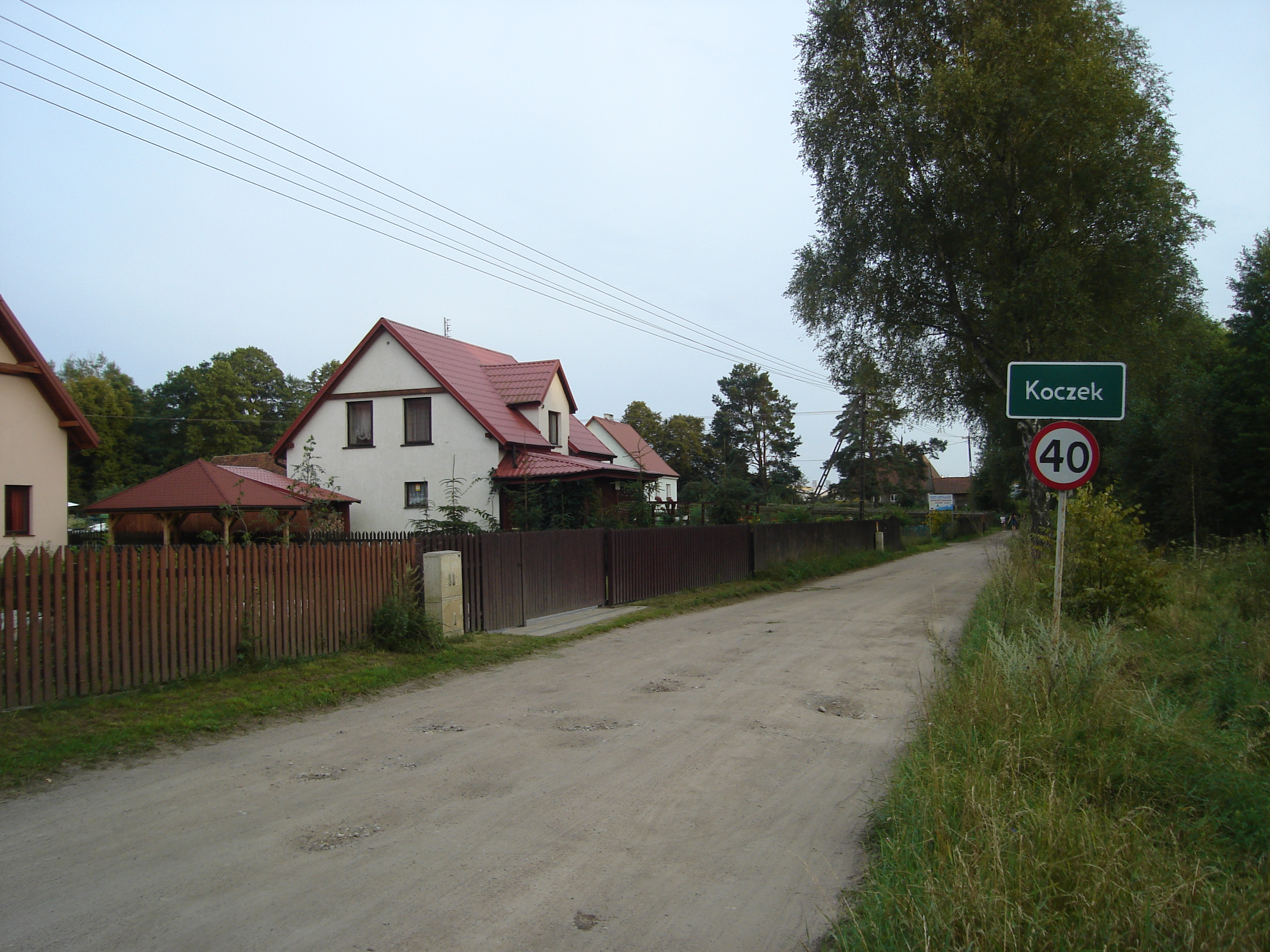
Ortseinfahrt Koczek

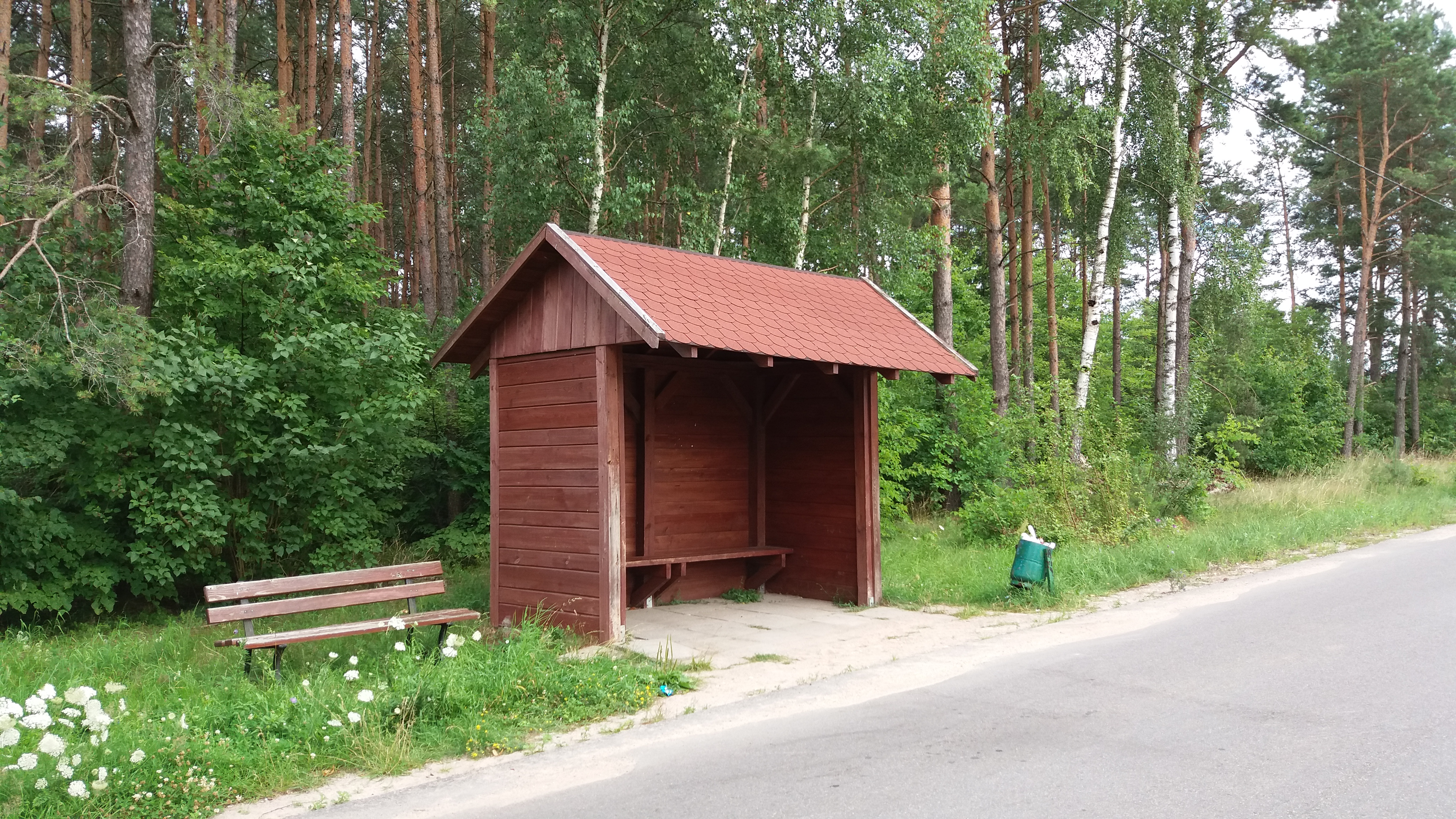
Wartehäuschen an der Bushaltestelle in Koczek

Von Koczek aus verkehrt eine Buslinie nach Spychowo, das Bahnstation an der Bahnstrecke Olsztyn–Ełk (deutsch Allenstein–Lyck) ist. Nach Spychowo führt von Koczek aus außerdem eine Nebenstraße über Kierwik (Kurwick) am Jezioro Kierwik (Kurwick-See).